# 至和教堂
至和玫瑰圣母教堂 (越南语: Nhà thờ Chí Hòa，Nhà thờ Đức Mẹ Mân Côi)是一座罗马天主教教堂，位于越南胡志明市新平郡第七坊彭文珍街（đường Bành Văn Trân）149号。

## 历史
至和堂区最初是百多祿主教设立的馆市教堂的一个分堂, 于1890年10月10日正式成立。1890年10月7日，Mossard主教在富豪黎發達捐赠的600公顷土地上建造教堂。